# Molly Nilsson
Molly Nilsson (ur. 14 grudnia 1984 roku) – szwedzka piosenkarka i autorka tekstów. Jest właścicielką niezależnej wytwórni nagraniowej, Dark Skies Association, założonej w 2009 roku. Od 2004 roku mieszka w Berlinie.

## Życiorys
Nilsson dorastała w Sztokholmie. Swoje początki w działalności artystycznej miała w komiksach i tekstach. Niedługo później zaczęła eksperymentować z keyboardem przyjaciela porzucając rysowanie na rzecz pisania tekstów piosenek.

## Muzyka
Molly przeprowadziła się do Berlina by kontynuować pracę z muzyką. Zatrudniła się w szatni berlińskiego klubu nocnego Berghain by oszczędzać pieniądze na realizację swoich piosenek. Swój pierwszy album wydała w 2008 roku pod nazwą These Things Take Time, który pojawił się w tylko 500 kopiach na nośniku CD-R. W 2009 roku miał premierę jej kolejny, niezależny album, Europa. Nilsson dostrzeżono bardziej w 2011 kiedy jej piosenka "Hey Moon" z debiutanckiego albumu została zaśpiewana przez Johna Mausa. Po zaprezentowaniu kolejnego krążka, Zenith, artystka zaczęła międzynarodową trasę koncertową.

## Dyskografia

### Albumy
- These Things Take Time (2008)
- Europa
- Follow the Light
- History
- The Travels
- Sólo Paraíso (2014)
- Zenith (2015)
- Imaginations (2017)[5]
- 2020 (2018)

### Single
- "Ugly Girl" / "Wrong Boy" (2016)
- "About Somebody" / "Quit (In Time)" (2017)